# Frank Schlesinger
Frank Schlesinger   (Nova York, 11 de maig de 1871 - Old Lyme, 10 de juliol de 1943) va ser un astrònom nord-americà. El seu treball es va en centrar la utilització sistemàtica de plaques fotogràfiques en la recerca astronòmica.

## Biografia
Schlesinger es va educar a les escoles públiques de la Ciutat de Nova York, graduant-se a la Universitat de Nova York en 1890. Va començar a treballar en la replega de dades, passant a ser estudiant especial d'astronomia a la Universitat de Colúmbia en 1894. En 1896 va rebre una beca que li va permetre dedicar-se a estudiar a temps complet, obtenint el seu doctorat en 1898.
Després de la seva graduació, va passar un estiu en l'Observatori Yerkes com a voluntari assistent del director, George Ellery Hale. Va passar a ser observador a càrrec del Servei internacional de latitud en Ukiah (Califòrnia) en 1898. Va treballar com a astrònom de 1899 a 1903 en Yerkes, on va iniciar l'ús de mètodes fotogràfics per determinar paral·laxis estel·lars. Va dirigir l'Observatori d'Allegheny de 1903 a 1920 i l'Observatori Universitari de Yale de 1920 a 1941.
En Yale va treballar en estreta col·laboració amb Ida Barney, compilant i publicant el Catàleg d'Estels Brillants de Yale. La primera publicació dels resultats d'aquest treball va començar el 1925 (Transaccions de l'Observatori Universitari de Yale, v. 4), concloent-se en els anys 1980. Durant les seves recerques, va realitzar contribucions importants a l'àrea de la astrometria.
Va ser triat membre de la Societat Filosòfica Nord-americana (1912), de l'Acadèmia Nacional de Ciències dels Estats Units (1916) i de l'Acadèmia Nord-americana de les Arts i les Ciències; presidint la Societat Astronòmica Nord-americana (1919-1922) i la Unió Astronòmica Internacional (1932-1935).
En una ocasió, demanat per com pronunciar el seu cognom, va comentar a la revista Literary Digest que: "El nom és tan difícil pels qui no parlen alemany, que normalment sóc anomenat "sles'en-jer", que rima amb "messenger" (missatger). És, naturalment, d'origen alemany i significa 'originari de Schlesien' o Silesia. En la seva llengua original la pronunciació és "shlayzinger", que rima amb "singer" (cantant)."
Es va casar amb Eva Hirsch el 1900, mentre residia en Ukiah. Van tenir un fill, Frank Wagner Schlesinger, qui més tard va dirigir els planetaris de Filadèlfia i de Chicago. La seva dona va morir el 1928, i el 1929 es va casar amb Katherine Bell (Rawling) Wilcox.

## Publicacions
- «An effect of a star's color upon its apparent photographic position». Astronomical Journal, 47, 1938. Bibcode: 1938AJ.....47...86B. DOI: 10.1086/105478.
- Barney,Ida; Schlesinger,Frank «On the accuracy of the proper motions in the General Catalogue Albany». Astronomical Journal, 48, 1939. Bibcode: 1939AJ.....48...51B. DOI: 10.1086/105546.
- Barney, Ida; Schlesinger, Frank «New reductions of astrographic plates with the help of the Yale photographic Catalogues». Astronomical Journal, 49, 1940. Bibcode: 1940AJ.....49...39B. DOI: 10.1086/105625.

## Reconeixements
- Premi Valz de l'Acadèmia Francesa de les Ciències (1926)[3]
- Medalla d'or de la Reial Societat Astronòmica (1927)
- Medalla Bruce (1929)

## Eponímia
- El cràter lunar Schlesinger porta aquest nom en la seva memòria.
- L'asteroide (1770) Schlesinger també commemora el seu nom.